# Luis-Mary
I Luis-Mary erano un gruppo visual kei giapponese, formatosi nel 1989 e poi scioltosi nel 1993.

## Storia
I Luis-Mary furono formati, nel 1989, da Zyeno e Shien, rispettivamente chitarrista e bassista. Nel 1990 vi si unirono Haine e Ken, cantante e batterista. Il primo singolo del gruppo, Lainy Blue, fu pubblicato il 23 gennaio 1991.
I Luis-Mary si sciolsero poco dopo, nel 1993, tuttavia lo sciogliemento fu seguito da un'ampia serie di compilation e raccolte dei maggiori successi.
A partire dal 1993, i membri del gruppo iniziarono a dedicarsi alle proprie carriere soliste, primo fra tutti Takanori Nishikawa, che dal 1994 divenne popolarissimo in patria ed all'estero con il nome di T.M. Revolution. Dal 2005, il cantante è entrato a far parte di un altro gruppo, di nome Abingdon boys school.

Yoshitsugu si è unito ad un gruppo di nome NUDE, insieme al bassista Takehisa Maruyama. In seguito al progetto NUDE, Yoshitsugu ha suonato con diversi nomi quali Cuve, SONIC SMART SUZZY e THE Strawberry GUN-GUN. Takehisa, invece, ha ottenuto un ruolo stabile nella band RAYDIO.
L'unico ex Luis-Mary di cui si siano perse le tracce è "Ken", il batterista.

## Membri
- 西川貴教 - Takanori Nishikawa "Haine" - voce[2]
- 山下善次 - Yoshitsugu Yamashita "Zyeno" - chitarra[2]
- 丸山武久 - Takehisa Maruyama "Shien" - basso[2]
- 有田賢 - Ken Arita "Ken" - batteria[2]

## Discografia
| Album               | Data              |
| ------------------- | ----------------- |
| Lainy Blue          | 20 giugno 1991    |
| DAMAGE              | 21 luglio 1991    |
| 砂漠の雨            | 16 marzo 1992     |
| RUSH                | 5 marzo 1993      |
| Best Collection     | 21 luglio 1993    |
| PERFECT SELECTION   | 26 settembre 1997 |
| PERFECT SELECTION 2 | 17 dicembre 1997  |
| PERFECT SELECTION 3 | 18 marzo 1998     |

## Singoli
| Titolo                 | Data             | Tracce                                        |
| ---------------------- | ---------------- | --------------------------------------------- |
| LAINY BLUE             | 23 gennaio 1991  | LAINY BLUE I'm Crying                         |
| Rainy Blue             | 21 novembre 1991 | Rainy Blue ～Beloved～                        |
| WHiSPER (in your eyes) | 10 marzo 1992    | WHiSPER (in your eyes) 硝子細工の仔猫のように |
| DRIVE ME MAD           | 21 ottobre 1992  | DRIVE ME MAD OPEN YOUR HEART                  |

## Tracce degli album
| Album               | Tracce |
| ------------------- | --- |
| Lainy Blue          | eins-zwei-drei-vier New Rose Crime of Love Jeanier ESCAPE Believe in Mine L-O-V-E Lainy Blue |
| DAMAGE              | INSPIRE MOON ｢-19XX-｣ Misty Misery eins-zwei-drei-vier New Rose ～Beloved～ Rainy Blue Don't ask me why |
| 砂漠の雨            | GO AHEAD Heaven La La Me BLIND BOY Liberate the Prisoner 砂漠の雨 WHiSPER (in your eyes) Cry out for murder CONQUEST -spider's wed- Juvenile Dreams -mju:- ALL OVER |
| RUSH                | T:V～TRANS・VISION～ ROCK'N ROLL OVER 約束の場所へ JACK+KNIFE (Mix di GAMBLER) JUNK FOOD RUSH NINETIE'S BLAME～嘆きの種族～ EASY MONEY PRIDE 春夏秋冬 WILD BEAST |
| Best Collection     | eins-zwei-drei-vier NEW ROSE La La Me RUSH ～Beloved～ (mix del singolo) BLIND BOY DRIVE ME MAD Juvenile Dreams 約束の場所へ 硝子細工の仔猫のように JUNK FOOD OPEN YOUR HEAR RAINY BLUE Liberate the Prisoner                                                                          |
| PERFECT SELECTION   | INSPIRE MOON 「-19XX- Misty Misery RAINY BLUE Heaven La La Me 砂漠の雨 -mju:- ROCK'N ROLL OVER 約束の場所へ JUNK FOOD EASY MONEY 春夏秋冬 |
| PERFECT SELECTION 2 | eins-zwei-drei-vier New Rose Crime of Love Jeanier ESCAPE Believe in Mine L-O-V-E Rainy Blue Don't ask me why WHiSPER (in your eyes) WILD BEAST RAINY BLUE (versione live) |
| PERFECT SELECTION 3 | RAINY BLUE(Single Mix) ～Beloved～(Single Mix) WHiSPER(in your eyes) 硝子細工の仔猫のように DRIVE ME MAD OPEN YOUR HEART GO AHEAD (strumentale) Cry out for murder CONQUEST -spider's wed- ALL OVER (strumentale) T:V～TRANS・VISION～ JACK＋KNIFE NINETIE'S BLAME～嘆きの種族～ PRIDE |